# Julija Raskina
Julija Raskina (vitryska: Юлия Раскина), född den 9 april 1982 i Minsk, Vitryssland, är en vitrysk gymnast.
Hon tog OS-silver i rytmisk gymnastik i samband med de olympiska gymnastiktävlingarna 2000 i Sydney.